# 維利諾烏拉尼夫斯凱
47°57′19″N 35°13′11″E / 47.95528°N 35.21972°E
維利諾烏拉尼夫斯凱（烏克蘭語：Вільноуланівське）是位於烏克蘭東南部的村莊，由扎波羅熱州扎波羅熱区的米哈伊利夫卡市鎮負責管轄。該村始建於1918年，面積0.4平方公里，2001年人口55，人口密度每平方公里139.2人。